# Fiat 18-24 HP
18-24 HP a fost un automobil de clasă medie produs de Fiat la începutul anului 1908.
Pentru a diversifica oferta de vehicule, formată în principal din modele de înaltă clasă și de lux, Fiat a lansat pe piață acest model. Un alt motiv pentru comercializare a fost înlocuirea vechiului model 16-20 HP, fabricat încă din 1903.
Automobilul era echipat cu un motor în patru cilindri, având o capacitate cilindrică de 4.500 cm³. Avea un sistem de aprindere prin magnet și o cutie de viteze cu patru trepte. Viteza maximă varia între 60 și 70 km/h, în funcție de configurația modelului.
Pentru a satisface toate tipurile de cerințe, mașina a fost oferită în trei versiuni: standard, alungită și superalungită.
Fiat, mereu la avangarda inovației tehnologice, a oferit opțional, la un cost suplimentar modest, un sistem de pornire cu aer comprimat, eliminând astfel tradiționalul sistem de pornire cu manivelă.